# Comuna Dragalić, Slavonski Brod-Posavina
Dragalić este o comună în cantonul Slavonski Brod-Posavina, Croația, având o populație de 1.361 de locuitori (2011).

## Demografie
Componența etnică a comunei Dragalić
     Croați (80,9%)
     Sârbi (17,85%)
     Necunoscut (0,73%)
     Neclasificat (0,51%)
Componența confesională a comunei Dragalić
     Catolici (77,66%)
     Ortodocși (18,88%)
     Fără religie și atei (1,47%)
     Necunoscută (0,96%)
     Alte religii (1,03%)
Conform recensământului din 2011, comuna Dragalić avea 1.361 de locuitori. Din punct de vedere etnic, majoritatea locuitorilor (80,9%) erau croați, cu o minoritate de sârbi (17,85%). Apartenența etnică nu este cunoscută în cazul a 0,73% din locuitori. Din punct de vedere confesional, majoritatea locuitorilor (77,66%) erau catolici, existând și minorități de ortodocși (18,88%) și persoane fără religie și atei (1,47%). Pentru 0,96% din locuitori nu este cunoscută apartenența confesională.